# 주화 금속
주화 금속(鑄貨金屬, 영어: coinage metal)이란 주화에 사용되는 금속이다. 과거에는 화학적으로 귀금속이 많이 주화에 사용되었다. 현대에는 백동화 또는 스테인리스 스틸 주화의 합금 성분으로 널리 쓰이는 니켈, 저가 주화에 쓰이는 알루미늄등이 주화 재료로 널리 쓰이고 있다.

## 통용 주화에 사용되는 화학 원소
- 알루미늄
- 안티모니
- 탄소
- 크로뮴
- 구리
- 금
- 철
- 납
- 망가니즈
- 마그네슘
- 니켈
- 백금
- 은
- 주석
- 아연

## 같이 보기
- 양은
- 노르딕 골드